# Euterpe (muze)

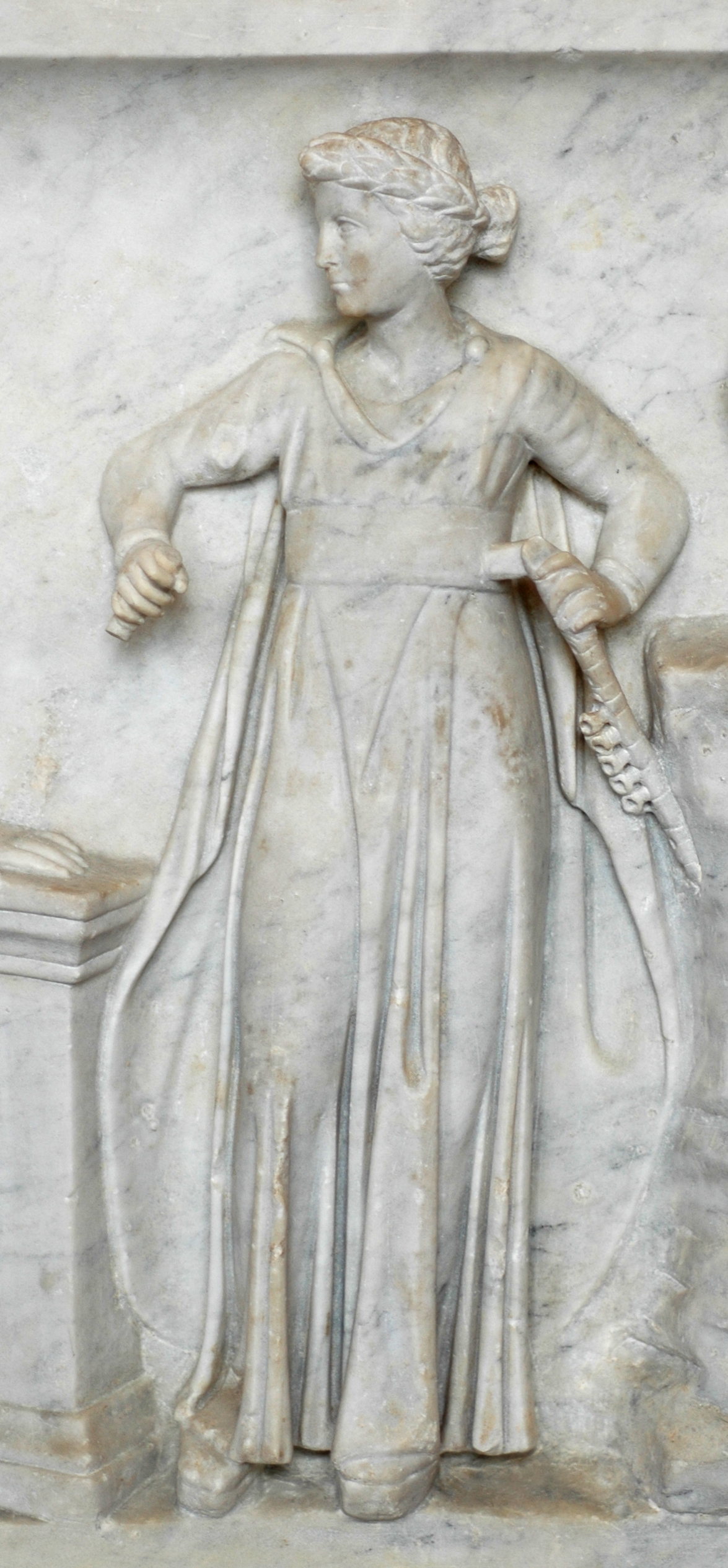
Euterpe

Euterpe (Grieks: Εὐτέρπη) is een van de negen muzen uit de Griekse mythologie. Haar naam betekent 'verblijdende' en ze is de muze van het fluitspel en de lyrische poëzie. Haar attributen zijn de aulos, de dubbele fluit of nog een ander muziekinstrument.
Clio · Erato · Euterpe · Kalliope · Melpomene · Polyhymnia · Terpsichore · Thaleia · Urania